# Rivellia longialata
Rivellia longialata är en tvåvingeart som beskrevs av Bong-Kyu Byun och Suh 1998. Rivellia longialata ingår i släktet Rivellia och familjen bredmunsflugor. Inga underarter finns listade i Catalogue of Life.